# Haplochromis
Haplochromis is een geslacht van straalvinnige vissen uit de familie van de cichliden (Cichlidae).

## Soorten
- Haplochromis acidens Greenwood, 1967
- Haplochromis adolphifrederici Boulenger, 1914
- Haplochromis aelocephalus Greenwood, 1959
- Haplochromis aeneocolor Greenwood, 1973
- Haplochromis akika Lippitsch, 2003
- Haplochromis albertianus Regan, 1929
- Haplochromis altigenis Regan, 1922
- Haplochromis ampullarostratus Schraml, 2004
- Haplochromis angustifrons Boulenger, 1914
- Haplochromis annectidens Trewavas, 1933
- Haplochromis antleter Mietes & Witte, 2010
- Haplochromis apogonoides Greenwood, 1967
- Haplochromis arcanus Greenwood & Gee, 1969
- Haplochromis argens de Zeeuw, Westbroek & Witte, 2013
- Haplochromis argenteus Regan, 1922
- Haplochromis artaxerxes Greenwood, 1962
- Haplochromis astatodon Regan, 1921
- Haplochromis avium Regan, 1929
- Haplochromis azureus Seehausen & Lippitsch, 1998
- Haplochromis barbarae Greenwood, 1967
- Haplochromis bareli van Oijen, 1991
- Haplochromis bartoni Greenwood, 1962
- Haplochromis bayoni Boulenger, 1909
- Haplochromis beadlei Trewavas, 1933
- Haplochromis bicolor Boulenger, 1906
- Haplochromis boops Greenwood, 1967
- Haplochromis brownae Greenwood, 1962
- Haplochromis bullatus Trewavas, 1938
- Haplochromis bwathondii Niemantsverdriet & Witte, 2010
- Haplochromis cassius Greenwood & Barel, 1978
- Haplochromis cavifrons Hilgendorf, 1888
- Haplochromis chilotes Boulenger, 1911
- Haplochromis chlorochrous Greenwood & Gee, 1969
- Haplochromis chromogynos Greenwood, 1959
- Haplochromis chrysogynaion van Oijen, 1991
- Haplochromis cinctus Greenwood & Gee, 1969
- Haplochromis cinereus Boulenger, 1906
- Haplochromis cnester Witte & Witte-Maas, 1981
- Haplochromis commutabilis Schraml, 2004
- Haplochromis coprologus Niemantsverdriet & Witte, 2010
- Haplochromis crassilabris Boulenger, 1906
- Haplochromis crebridens Snoeks, De Vos, Coenen & Thys van den Audenaerde, 1990
- Haplochromis crocopeplus Greenwood & Barel, 1978
- Haplochromis cronus Greenwood, 1959
- Haplochromis cryptodon Greenwood, 1959
- Haplochromis cryptogramma Greenwood & Gee, 1969
- Haplochromis cyaneus Seehausen, Bouton & Zwennes, 1998
- Haplochromis decticostoma Greenwood & Gee, 1969
- Haplochromis degeni Boulenger, 1906
- Haplochromis dentex Regan, 1922
- Haplochromis dichrourus Regan, 1922
- Haplochromis diplotaenia Regan & Trewavas, 1928
- Haplochromis dolichorhynchus Greenwood & Gee, 1969
- Haplochromis dolorosus Trewavas, 1933
- Haplochromis eduardianus Boulenger, 1914
- Haplochromis eduardii Regan, 1921
- Haplochromis elegans Trewavas, 1933
- Haplochromis empodisma Greenwood, 1960
- Haplochromis engystoma Trewavas, 1933
- Haplochromis erythrocephalus Greenwood & Gee, 1969
- Haplochromis erythromaculatus De Vos, Snoeks & Thys van den Audenaerde, 1991
- Haplochromis estor Regan, 1929
- Haplochromis eutaenia Regan & Trewavas, 1928
- Haplochromis exspectatus Schraml, 2004
- Haplochromis fischeri Seegers, 2008
- Haplochromis flavipinnis Boulenger, 1906
- Haplochromis flavus Seehausen, Zwennes & Lippitsch, 1998
- Haplochromis fuelleborni Hilgendorf & Pappenheim, 1903
- Haplochromis fuscus Regan, 1925
- Haplochromis fusiformis Greenwood & Gee, 1969
- Haplochromis gigas Seehausen & Lippitsch, 1998
- Haplochromis gigliolii Pfeffer, 1896
- Haplochromis gilberti Greenwood & Gee, 1969
- Haplochromis goldschmidti Witte, Westbroek & de Zeeuw, 2013
- Haplochromis gowersii Trewavas, 1928
- Haplochromis gracilior Boulenger, 1914
- Haplochromis granti Boulenger, 1906
- Haplochromis graueri Boulenger, 1914
- Haplochromis greenwoodi Seehausen & Bouton, 1998
- Haplochromis guiarti Pellegrin, 1904
- Haplochromis harpakteridion van Oijen, 1991
- Haplochromis heusinkveldi Witte & Witte-Maas, 1987
- Haplochromis hiatus Hoogerhoud & Witte, 1981
- Haplochromis howesi van Oijen, 1992
- Haplochromis humilior Boulenger, 1911
- Haplochromis humilis Steindachner, 1866
- Haplochromis igneopinnis Seehausen & Lippitsch, 1998
- Haplochromis insidiae Snoeks, 1994
- Haplochromis iris Hoogerhoud & Witte, 1981
- Haplochromis ishmaeli Boulenger, 1906
- Haplochromis kamiranzovu Snoeks, Coenen & Thys van den Audenaerde, 1984
- Haplochromis katavi Seegers, 1996
- Haplochromis katonga Schraml & Tichy, 2010
- Haplochromis katunzii ter Huurne & Witte, 2010
- Haplochromis kujunjui van Oijen, 1991
- Haplochromis labiatus Trewavas, 1933
- Haplochromis labriformis Nichols & La Monte, 1938
- Haplochromis lacrimosus Boulenger, 1906
- Haplochromis laparogramma Greenwood & Gee, 1969
- Haplochromis latifasciatus Regan, 1929
- Haplochromis limax Trewavas, 1933
- Haplochromis lividus Greenwood, 1956
- Haplochromis loati Greenwood, 1971
- Haplochromis longirostris Hilgendorf, 1888
- Haplochromis luteus Seehausen & Bouton, 1998
- Haplochromis macconneli Greenwood, 1974
- Haplochromis macrocephalus Seehausen & Bouton, 1998
- Haplochromis macrognathus Regan, 1922
- Haplochromis macrops Boulenger, 1911
- Haplochromis macropsoides Greenwood, 1973
- Haplochromis maculipinna Pellegrin, 1913
- Haplochromis mahagiensis David & Poll, 1937
- Haplochromis maisomei van Oijen, 1991
- Haplochromis malacophagus Poll & Damas, 1939
- Haplochromis mandibularis Greenwood, 1962
- Haplochromis martini Boulenger, 1906
- Haplochromis maxillaris Trewavas, 1928
- Haplochromis mbipi Lippitsch & Bouton, 1998
- Haplochromis megalops Greenwood & Gee, 1969
- Haplochromis melanopterus Trewavas, 1928
- Haplochromis melanopus Regan, 1922
- Haplochromis melichrous Greenwood & Gee, 1969
- Haplochromis mentatus Regan, 1925
- Haplochromis mento Regan, 1922
- Haplochromis michaeli Trewavas, 1928
- Haplochromis microchrysomelas Snoeks, 1994
- Haplochromis microdon Boulenger, 1906
- Haplochromis multiocellatus Boulenger, 1913
- Haplochromis mylergates Greenwood & Barel, 1978
- Haplochromis mylodon Greenwood, 1973
- Haplochromis nanoserranus Greenwood & Barel, 1978
- Haplochromis nigrescens Pellegrin, 1909
- Haplochromis nigricans Boulenger, 1906
- Haplochromis nigripinnis Regan, 1921
- Haplochromis nigroides Pellegrin, 1928
- Haplochromis niloticus Greenwood, 1960
- Haplochromis nubilus Boulenger, 1906
- Haplochromis nuchisquamulatus Hilgendorf, 1888
- Haplochromis nyanzae Greenwood, 1962
- Haplochromis nyererei Witte-Maas & Witte, 1985
- Haplochromis obesus Boulenger, 1906
- Haplochromis obliquidens Hilgendorf, 1888
- Haplochromis obtusidens Trewavas, 1928
- Haplochromis occultidens Snoeks, 1988
- Haplochromis oligolepis Lippitsch, 2003
- Haplochromis olivaceus Snoeks, De Vos, Coenen & Thys van den Audenaerde, 1990
- Haplochromis omnicaeruleus Seehausen & Bouton, 1998
- Haplochromis oregosoma Greenwood, 1973
- Haplochromis orthostoma Regan, 1922
- Haplochromis pachycephalus Greenwood, 1967
- Haplochromis pallidus Boulenger, 1911
- Haplochromis paludinosus Greenwood, 1980
- Haplochromis pancitrinus Mietes & Witte, 2010
- Haplochromis pappenheimi Boulenger, 1914
- Haplochromis paradoxus Lippitsch & Kaufman, 2003
- Haplochromis paraguiarti Greenwood, 1967
- Haplochromis paraplagiostoma Greenwood & Gee, 1969
- Haplochromis paropius Greenwood & Gee, 1969
- Haplochromis parorthostoma Greenwood, 1967
- Haplochromis parvidens Boulenger, 1911
- Haplochromis paucidens Regan, 1921
- Haplochromis pellegrini Regan, 1922
- Haplochromis percoides Boulenger, 1906
- Haplochromis perrieri Pellegrin, 1909
- Haplochromis petronius Greenwood, 1973
- Haplochromis pharyngalis Poll & Damas, 1939
- Haplochromis pharyngomylus Regan, 1929
- Haplochromis phytophagus Greenwood, 1966
- Haplochromis piceatus Greenwood & Gee, 1969
- Haplochromis pitmani Fowler, 1936
- Haplochromis placodus Poll & Damas, 1939
- Haplochromis plagiodon Regan & Trewavas, 1928
- Haplochromis plagiostoma Regan, 1922
- Haplochromis plutonius Greenwood & Barel, 1978
- Haplochromis prodromus Trewavas, 1935
- Haplochromis prognathus Pellegrin, 1904
- Haplochromis pseudopellegrini Greenwood, 1967
- Haplochromis ptistes Greenwood & Barel, 1978
- Haplochromis pundamilia Seehausen & Bouton, 1998
- Haplochromis pyrrhocephalus Witte & Witte-Maas, 1987
- Haplochromis pyrrhopteryx van Oijen, 1991
- Haplochromis retrodens Hilgendorf, 1888
- Haplochromis riponianus Boulenger, 1911
- Haplochromis rubescens Snoeks, 1994
- Haplochromis rubripinnis Seehausen, Lippitsch & Bouton, 1998
- Haplochromis rudolfianus Trewavas, 1933
- Haplochromis rufocaudalis Seehausen & Bouton, 1998
- Haplochromis rufus Seehausen & Lippitsch, 1998
- Haplochromis sauvagei Pfeffer, 1896
- Haplochromis saxicola Greenwood, 1960
- Haplochromis scheffersi Snoeks, De Vos & Thys van den Audenaerde, 1987
- Haplochromis schubotzi Boulenger, 1914
- Haplochromis schubotziellus Greenwood, 1973
- Haplochromis serranus Pfeffer, 1896
- Haplochromis serridens Regan, 1925
- Haplochromis simotes Boulenger, 1911
- Haplochromis simpsoni Greenwood, 1965
- Haplochromis smithii Castelnau, 1861
- Haplochromis snoeksi Wamuini Lunkayilakio & Vreven, 2010
- Haplochromis spekii Boulenger, 1906
- Haplochromis sphex ter Huurne & Witte, 2010
- Haplochromis squamipinnis Regan, 1921
- Haplochromis squamulatus Regan, 1922
- Haplochromis sulphureus Greenwood & Barel, 1978
- Haplochromis tanaos van Oijen & Witte, 1996
- Haplochromis taurinus Trewavas, 1933
- Haplochromis teegelaari Greenwood & Barel, 1978
- Haplochromis teunisrasi Witte & Witte-Maas, 1981
- Haplochromis theliodon Greenwood, 1960
- Haplochromis thereuterion van Oijen & Witte, 1996
- Haplochromis thuragnathus Greenwood, 1967
- Haplochromis tridens Regan & Trewavas, 1928
- Haplochromis turkanae Greenwood, 1974
- Haplochromis tyrianthinus Greenwood & Gee, 1969
- Haplochromis ushindi van Oijen, 2004
- Haplochromis vanoijeni de Zeeuw & Witte, 2010
- Haplochromis velifer Trewavas, 1933
- Haplochromis venator Greenwood, 1965
- Haplochromis vicarius Trewavas, 1933
- Haplochromis victoriae Greenwood, 1956
- Haplochromis victorianus Pellegrin, 1904
- Haplochromis vittatus Boulenger, 1901
- Haplochromis vonlinnei van Oijen & de Zeeuw, 2008
- Haplochromis welcommei Greenwood, 1966
- Haplochromis worthingtoni Regan, 1929
- Haplochromis xanthopteryx Seehausen & Bouton, 1998
- Haplochromis xenognathus Greenwood, 1957
- Haplochromis xenostoma Regan, 1922